# BG-Alert
BG-ALERT е система за разпространение на електронни съобщения за предупреждение на населението в случаи на опасни събития (бедствия, извънредни ситуации и други представляващи заплаха за живота, здравето или имуществото) чрез мрежите на мобилните оператори до крайните устройства на гражданите (мобилни телефони, таблети и някои умни часовници), които поддържат технологията cell broadcast.
BG-ALERT е допълнение към съществуващата Национална система за ранно предупреждение и оповестяване.
Съобщенията се изпращат единствено и само от компетентните държавни органи или институции.
Съобщенията от BG-ALERT са безплатни и могат да бъдат получавани навсякъде на територията на България, където има 2G/3G/4G/5G покритие на мобилната мрежа. Комуникацията е еднопосочна и не се използват никакви данни за потребителите и тяхното местоположение.
Повечето съвременни устройства, поддържащи технологията cell broadcast, са съвместими с изискванията за получаване на съобщенията от BG-ALERT. Възможно е някои устройства да не получат съобщение или то да изглежда по различен начин.

## Вижте още
- EU-Alert